# Dom nad wodą
Dom nad wodą – singel polskiego rapera Pezeta z jego siódmego albumu studyjnego, zatytułowanego Muzyka komercyjna. Singel został wydany 6 grudnia 2022.
Kompozycja znalazła się na 2. miejscu listy OLiA, najczęściej odtwarzanych utworów w polskich rozgłośniach radiowych. Nagranie otrzymało w Polsce status diamentowego singla, przekraczając liczbę 250 tysięcy sprzedanych kopii.

## Geneza utworu i historia wydania
Utwór napisali i skomponowali Jan Kapliński  i Marek Teodoruk, który również odpowiada za produkcję utworu.
Singel ukazał się w formacie digital download 6 grudnia 2022 w Polsce wydaniem własnym w dystrybucji e-Muzyka. Piosenka została umieszczona na siódmym albumie studyjnym Pezeta – Muzyka komercyjna.

## „Dom nad wodą” w stacjach radiowych
Nagranie było notowane na 2. miejscu w zestawieniu OLiA, najczęściej odtwarzanych utworów w polskich rozgłośniach radiowych.

## Lista utworów
- Digital download[2]

1. „Dom nad wodą” – 3:14

## Notowania

### Pozycje na listach sprzedaży
| Kraj   | Lista (2022–25)          | Najwyższa pozycja |
| ------ | ------------------------ | ----------------- |
| Polska | Billboard Poland Songs   | 1                 |
| Polska | OLiS – single w streamie | 1                 |

### Pozycja na liście airplay
| Kraj   | Lista (2025)                   | Najwyższa pozycja |
| ------ | ------------------------------ | ----------------- |
| Polska | OLiS – oficjalna lista airplay | 2                 |

## Certyfikaty
| Kraj          | Certyfikat       | Sprzedaż |
| ------------- | ---------------- | -------- |
| Polska (ZPAV) | diamentowa płyta | 250 000+ |